# Schlagl (Gemeinde Raach)
Schlagl ist eine Rotte in der Gemeinde Raach am Hochgebirge in Niederösterreich.

## Geografie
Die Ortschaft liegt nördlich des Otters einen Kilometer westlich von Raach. Heute besteht Schlagl aus einigen Bauernhöfen und zahlreichen Häusern und Villen. Zudem liegt in der ehemaligen Sommerfrische Schlagl das Hotel Westermayer. Aktuell hat Schlagl 80 Einwohner.

## Geschichte
Schlagl erhielt seinen Namen durch das Ausrotten der umliegenden Waldungen (siehe hierzu Schlag (Forstwirtschaft)). 1832 lebten im Ort 17 Familien in 13 zerstreuten Häusern, darunter insgesamt 28 Männer, 43 Frauen und zwölf Schulkinder. Sie gehörten vorwiegend der Klasse der Waldbauern an. Laut Adressbuch von Österreich waren im Jahr 1938 in Schlagl zwei Gastwirte und einige Landwirte ansässig.